# إرفين هيشت
إرفين هيشت (بالألمانية: Erwin Hecht)‏ هو عالم عقيدة ألماني، ولد في 13 أكتوبر 1933 في Burgrieden ‏ في ألمانيا، وتوفي في 18 نوفمبر 2016 في هونفلد في ألمانيا.